# Nannenus constrictus
Nannenus constrictus är en spindelart som först beskrevs av Karsch 1880.  Nannenus constrictus ingår i släktet Nannenus och familjen hoppspindlar. Inga underarter finns listade i Catalogue of Life.